# Lista de emissoras da TV Cultura
Esta é uma lista que contém as emissoras que retransmitem a programação da TV Cultura. Além disso, a lista contém ainda as operadoras de TV por assinatura que contam com o sinal da emissora em seu line-up e às antigas afiliadas da rede e suas respectivas afiliações atuais.

## Geradora
| Grupo                   | Emissora   | Cidade    | Estado | Canal  | Prefixo | Operada desde |
| ----------------------- | ---------- | --------- | ------ | ------ | ------- | ------------- |
| Fundação Padre Anchieta | TV Cultura | São Paulo | SP     | 2 (24) | ZYB 851 | 1969          |

## Afiliadas

### Acre
| Grupo                                | Emissora      | Cidade     | Canal  | Prefixo | Afiliada desde |
| ------------------------------------ | ------------- | ---------- | ------ | ------- | -------------- |
| Complexo de Comunicação O Rio Branco | TV Rio Branco | Rio Branco | 8 (34) | ZYA 201 | 2022           |

### Amapá
| Grupo                                | Emissora      | Cidade  | Canal | Prefixo | Afiliada desde  |
| ------------------------------------ | ------------- | ------- | ----- | ------- | --------------- |
| Z Sistema Equatorial de Comunicações | TV Equatorial | Macapá  | 14    | ZYA 288 | 2021            |
| Ministério Verdade                   | TV Verdade    | Santana | 22    | RTV     | Sem informações |

### Amazonas
| Grupo                                | Emissora | Cidade | Canal | Prefixo | Afiliada desde |
| ------------------------------------ | -------- | ------ | ----- | ------- | -------------- |
| Rede Floresta Viva Comunicação Ltda. | Local TV | Manaus | 50    | ZYA 252 | 2019           |

### Bahia
| Grupo                 | Emissora  | Cidade       | Canal  | Prefixo | Afiliada desde |
| --------------------- | --------- | ------------ | ------ | ------- | -------------- |
| Fundação Brasil Ecoar | TV Baiana | Salvador     | 6 (16) | ZYP 284 | 2014           |
| Fundesul              | TV Porto  | Porto Seguro | 33     | ZYP 326 | 2023           |

### Ceará
| Grupo                      | Emissora | Cidade    | Canal analógico | Canal digital | Prefixo | Afiliada desde |
| -------------------------- | -------- | --------- | --------------- | ------------- | ------- | -------------- |
| Governo do Estado do Ceará | TV Ceará | Fortaleza | —               | 5 (28)        | ZYA 428 | 2018           |
| Grupo Sinal de Comunicação | TV Sinal | Aracati   | 7               | 14            | ZYA 434 | 2023           |
| Grupo Sinal de Comunicação | TV Sinal | Tauá      | —               | 40            | —       | 2023           |

### Distrito Federal
| Grupo                        | Emissora            | Cidade   | Canal  | Prefixo | Afiliada desde |
| ---------------------------- | ------------------- | -------- | ------ | ------- | -------------- |
| Sistema Achei de Comunicação | TV Cultura Brasília | Brasília | 5 (38) | RTV     | 2022           |

### Espírito Santo
| Grupo                            | Emissora | Cidade  | Canal  | Prefixo | Afiliada desde |
| -------------------------------- | -------- | ------- | ------ | ------- | -------------- |
| Rádio e Televisão Espírito Santo | TVE ES   | Vitória | 2 (20) | ZYP 606 | 2018           |

### Goiás
| Grupo                           | Emissora          | Cidade    | Canal   | Prefixo | Afiliada desde |
| ------------------------------- | ----------------- | --------- | ------- | ------- | -------------- |
| Agência Brasil Central          | TV Brasil Central | Goiânia   | 13 (31) | ZYA 570 | 1995           |
| Associação Cultural Santa Luzia | TV Rio Verde      | Rio Verde | 3 (48)  | RTV     | 2017           |

### Maranhão
| Grupo                                  | Emissora     | Cidade               | Canal | Prefixo | Afiliada desde |
| -------------------------------------- | ------------ | -------------------- | ----- | ------- | -------------- |
| TV Mídia - Eventos e Comunicação Ltda. | Balsas TV    | Balsas               | 23    | RTV     | 2021           |
| Prefeitura Municipal de Pinheiro       | TV Paraíso   | Pinheiro             | 7     | RTV     | 2022           |
| Grupo Liberdade de Bom Jesus           | TV Liberdade | Bom Jesus das Selvas | 23    | RTV     | 2024           |

### Mato Grosso
| Grupo                     | Emissora | Cidade | Canal   | Prefixo | Afiliada desde |
| ------------------------- | -------- | ------ | ------- | ------- | -------------- |
| Fundação Altamiro Galindo | TV Mais  | Cuiabá | 17 (18) | ZYA 951 | 2007           |

### Mato Grosso do Sul
| Grupo                                             | Emissora     | Cidade          | Canal analógico | Canal digital | Prefixo | Afiliada desde  |
| ------------------------------------------------- | ------------ | --------------- | --------------- | ------------- | ------- | --------------- |
| FERTEL - Fundação Estadual Jornalista Luiz Chagas | TVE MS       | Campo Grande    | —               | 4 (42)        | ZYA 948 | 2016            |
| Grupo RCN de Comunicação                          | TV Concórdia | Três Lagoas     | 13              | 45            | ZYP 204 | 1997            |
| TV Chapadão Ltda.                                 | TV Chapadão  | Chapadão do Sul | —               | 45            | RTV     | Sem informações |

### Minas Gerais
| Grupo                                                     | Emissora                | Cidade                  | Canal analógico | Canal digital       | Prefixo | Afiliada desde  |
| --------------------------------------------------------- | ----------------------- | ----------------------- | --------------- | ------------------- | ------- | --------------- |
| Empresa Mineira de Comunicação                            | Rede Minas              | Belo Horizonte          | —               | 9 (17)              | ZYA 729 | 1990            |
| Rede Catedral de Comunicação Católica                     | TV Horizonte            | Belo Horizonte / Sabará | —               | 30                  | ZYA 782 | 2022            |
| Fundação Televisão Educativa de Poços de Caldas           | TV Poços                | Poços de Caldas         | 22              | 21                  | ZYA 775 | 2017            |
| Sistema Leste de Comunicação                              | TV Rio Doce             | Governador Valadares    | —               | 6 (33)              | —       | Sem informações |
| Universidade Federal de Uberlândia                        | TV Universitária        | Uberlândia              | —               | 4 (36)              | ZYA 766 | Sem informações |
| Universidade Federal do Triângulo Mineiro                 | TV Universitária        | Uberaba                 | —               | 5 (36)              | ZYA 754 | Sem informações |
| Fundação Jaime Martins                                    | TV Candidés             | Divinópolis             | 13              | 46                  | ZYA 770 | 2021            |
| Rede Gazeta de Comunicação                                | TV Gazeta Norte Mineira | Montes Claros           | 2               | 41                  | —       | 2024            |
| Associação Cultural Inconfidentes                         | TV Inconfidentes        | Tiradentes              | 35              | —                   | RTV     | Sem informações |
| Fundação de Educação e Cultura JCB Ferreira               | TV Objetiva             | Paraguaçu               | 17              | 51                  | —       | Sem informações |
| Grupo Imigrantes de Comunicação                           | TV Imigrantes           | Teófilo Otoni           | 12              | 42 (em implantação) | ZYA 763 | Sem informações |
| Fundação Educativa e Cultural Alternativa de Radiodifusão | TV Alternativa          | São Lourenço            | 6               | 14 (em implantação) | —       | Sem informações |
| Rede Sintonia de Comunicação                              | TV Sintonia             | Araxá                   | 3               | 3 (36)              | ZYA 742 | Sem informações |
| Fundação Comunitária e Educativa de Paracatu              | TVC Paracatu            | Paracatu                | 3               | 18                  | ZYA 757 | Sem informações |

### Pará
| Grupo                                       | Emissora             | Cidade   | Canal   | Prefixo | Afiliada desde |
| ------------------------------------------- | -------------------- | -------- | ------- | ------- | -------------- |
| Fundação de Radiodifusão do Pará - FUNTELPA | Rede Cultura do Pará | Belém    | 2 (41)  | ZYB 202 | 1995           |
| Grupo Norte de Comunicação                  | TV Norte Santarém    | Santarém | 52 (41) | RTV     | 2025           |
| Victoria Comunicações Amazônia              | TV Victoria          | Marabá   | 22      | RTV     | 2023           |

### Paraíba
| Grupo                             | Emissora   | Cidade         | Canal  | Prefixo | Afiliada desde |
| --------------------------------- | ---------- | -------------- | ------ | ------- | -------------- |
| Fundação Virginius da Gama e Melo | TV Miramar | João Pessoa    | 4 (24) | ZYP 268 | 2012           |
| Fundação Pedro Américo            | Rede ITA   | Campina Grande | 18     | ZYB 278 | 2006           |

### Paraná
| Grupo                                                  | Emissora                    | Cidade                | Canal analógico | Canal digital | Prefixo | Afiliada desde  |
| ------------------------------------------------------ | --------------------------- | --------------------- | --------------- | ------------- | ------- | --------------- |
| Grupo Educacional Uninter                              | Super Canal Uninter         | Curitiba              | —               | 13 (14)       | RTV     | 2021            |
| Sociedade WM de Comunicação S/C Ltda.                  | TV2C                        | Cambé / Londrina      | —               | 36 (28)       | RTV     | Sem informações |
| Fundação Valentim Bruzon                               | Rede Humaitá                | Guarapuava / Ivaiporã | 53              | 48            | ZYB 434 | 2014            |
| Fundação Canal 20                                      | CATVE                       | Cascavel              | —               | 20 (18)       | ZYB 420 | Sem informações |
| Sistema de Comunicação Carvalho                        | TV Carajás                  | Campo Mourão          | —               | 2 (44)        | ZYB 425 | Sem informações |
| Rede Caiuá de Comunicação                              | TV Cinturão Verde           | Cianorte              | —               | 17            | —       | Sem informações |
| Canal 33.1                                             | Ub Play                     | União da Vitória      | 13              | 33            | ZYB 786 | Sem informações |
| Fundação São Vicente de Paulo                          | TV Cultura                  | Araucária             | —               | 15 (49)       | RTV     | Sem informações |
| Nosso Lar Serviços de Radiodifusão Ltda.               | TV Norte                    | Jacarezinho           | 13              | —             | RTV     | Sem informações |
| TV Educativa Regional S/C Ltda.                        | TV Cultura Norte Paranaense | Rolândia              | —               | 27            | RTV     | Sem informações |
| Canal 21 S/S Ltda.                                     | Canal 21                    | Ibiporã               | —               | 21 (15)       | RTV     | Sem informações |
| Associação Comunitária Cultural e Educativa Medianeira | TV Interativa               | Medianeira            | —               | 32            | RTV     | Sem informações |

### Pernambuco
| Grupo                             | Emissora      | Cidade              | Canal analógico | Canal digital | Prefixo | Afiliada desde |
| --------------------------------- | ------------- | ------------------- | --------------- | ------------- | ------- | -------------- |
| Funcomarte                        | TV Nova       | Olinda / Recife     | —               | 22 (21)       | ZYB 310 | 2013           |
| Empresa Pernambuco de Comunicação | TV Pernambuco | Caruaru             | —               | 12 (45)       | ZYQ 100 | 2021           |
| Sistema Golfinho de Comunicação   | TV Golfinho   | Fernando de Noronha | 11              | —             | —       | 2014           |

### Piauí
| Grupo                 | Emissora       | Cidade   | Canal  | Prefixo | Afiliada desde |
| --------------------- | -------------- | -------- | ------ | ------- | -------------- |
| Grupo Meio            | TV Jornal      | Teresina | 20     | ZYB 357 | 2022           |
| Fundação 14 de Agosto | TV Costa Norte | Parnaíba | 4 (44) | ZYB 356 | 2014           |

### Rio de Janeiro
| Grupo                              | Emissora       | Cidade                | Canal   | Prefixo | Afiliada desde  |
| ---------------------------------- | -------------- | --------------------- | ------- | ------- | --------------- |
| Universidade Salgado de Oliveira   | TV Cultura Rio | Niterói / São Gonçalo | 32 (31) | ZYB 533 | 2012            |
| Associação Cultural Paulo Freire   | TV Pilar       | Duque de Caxias       | 17      | —       | Sem informações |
| TV Educativa Barra Leste S/C Ltda. | TV Barra Leste | Maricá                | 49 (18) | —       | Sem informações |

### Rio Grande do Norte
| Grupo                             | Emissora  | Cidade | Canal | Prefixo | Afiliada desde |
| --------------------------------- | --------- | ------ | ----- | ------- | -------------- |
| Fundação Antônio Gomes dos Santos | TV Futuro | Natal  | 14    | ZYP 308 | 2017           |

### Rio Grande do Sul
| Grupo    | Emissora | Cidade | Canal   | Prefixo | Afiliada desde |
| -------- | -------- | ------ | ------- | ------- | -------------- |
| Ulbracom | MultiRS  | Canoas | 48 (50) | ZYB 637 | 2014           |

### Rondônia
| Grupo                                    | Emissora            | Cidade         | Canal analógico | Canal digital | Prefixo | Afiliada desde  |
| ---------------------------------------- | ------------------- | -------------- | --------------- | ------------- | ------- | --------------- |
| Sistema Gurgacz de Comunicação           | TV Cultura Rondônia | Porto Velho    | —               | 25 (26)       | RTV     | 2018            |
| KTV Rádio e Televisão Ltda.              | TV Suruí            | Cacoal         | 15              | 32            | RTV     | Sem informações |
| Sistema de Rádio e Televisão Brasil Ltda | SIS Brasil          | Rolim de Moura | —               | 33            | RTV     | Sem informações |

### Santa Catarina
| Grupo                                      | Emissora     | Cidade             | Canal analógico | Canal digital       | Prefixo | Afiliada desde  |
| ------------------------------------------ | ------------ | ------------------ | --------------- | ------------------- | ------- | --------------- |
| Fundação de Radiodifusão Rodesindo Pavan   | TVC Panorama | Balneário Camboriú | 11              | 43                  | ZYB 778 | 2004            |
| Unisul                                     | UNITV        | Tubarão            | 4               | 43                  | ZYB 780 | 2006            |
| Fundação Universidade Regional de Blumenau | FURB TV      | Blumenau           | —               | 22 (em implantação) | ZYB 776 | Sem informações |

### São Paulo
| Grupo                              | Emissora            | Cidade              | Canal   | Prefixo | Afiliada desde  |
| ---------------------------------- | ------------------- | ------------------- | ------- | ------- | --------------- |
| Fundação Marischen                 | TV Cultura Paulista | Araraquara          | 7 (36)  | ZYB 921 | 2014            |
| UNESP                              | TV UNESP            | Bauru               | 46      | ZYB 922 | 2019            |
| Grupo Paulo Lima                   | UnoTV               | Presidente Prudente | 22 (39) | —       | 2024            |
| Sistema Costa Norte de Comunicação | TV Cultura Litoral  | Bertioga            | 48 (49) | ZYP 300 | 2019            |
| Fundação Orlando Zovico            | TV Jornal           | Limeira             | 39 (48) | ZYB 910 | Sem informações |

### Sergipe
| Grupo            | Emissora   | Cidade  | Canal  | Prefixo | Afiliada desde |
| ---------------- | ---------- | ------- | ------ | ------- | -------------- |
| Fundação Aperipê | TV Aperipê | Aracaju | 6 (31) | ZYB 832 | 2016           |

### Tocantins
| Grupo            | Emissora      | Cidade     | Canal analógico | Canal digital       | Prefixo | Afiliada desde  |
| ---------------- | ------------- | ---------- | --------------- | ------------------- | ------- | --------------- |
| Fundação UNITINS | Unitins TV    | Palmas     | —               | 13 (36)             | ZYP 262 | 2019            |
| Fundação UNITINS | TV Araguatins | Araguatins | 12              | 39 (em implantação) | —       | Sem informações |

1. 1 2 3 4 5 6  Misto com a TV Brasil
2. ↑  Misto com a TV Brasil Central
3. 1 2 3  Misto com a Rede Minas
4. ↑  Misto com a Rede Cultura do Pará
5. ↑  Retransmite a programação da TV Nova

## Retransmissoras

### Pará
Retransmissoras da rede
| Cidade  | Canal analógico | Canal digital |
| ------- | --------------- | ------------- |
| Belém   | —               | 9 (38 UHF)    |
| Tucuruí | 6 VHF           | 29 UHF        |

### Santa Catarina
| Cidade        | Canal       |
| ------------- | ----------- |
| Florianópolis | 14 (20 UHF) |
| Rio Negrinho  | 21 UHF      |

### São Paulo
| Cidade                     | Canal       |
| -------------------------- | ----------- |
| Adamantina                 | 4 (38 UHF)  |
| Águas de Lindóia           | 10 (38 UHF) |
| Águas da Prata             | 39 (36 UHF) |
| Águas de Santa Bárbara     | 3 (30 UHF)  |
| Alumínio                   | 41 UHF      |
| Amparo                     | 10 (38 UHF) |
| Andradina                  | 5 (38 UHF)  |
| Angatuba                   | 19 (41 UHF) |
| Apiaí                      | 3 (30 UHF)  |
| Araçatuba                  | 4 (30 UHF)  |
| Araraquara                 | 11 (34 UHF) |
| Araras                     | 19 (36 UHF) |
| Arealva                    | 2 (30 UHF)  |
| Areias                     | 27 (50 UHF) |
| Assis                      | 13 (44 UHF) |
| Atibaia                    | 2 (24 UHF)  |
| Avaré                      | 3 (54 UHF)  |
| Bananal                    | 38 (50 UHF) |
| Barão de Antonina          | 3 (30 UHF)  |
| Bariri                     | 41 (44 UHF) |
| Barra Bonita               | 19 (36 UHF) |
| Barra do Turvo             | 3 (21 UHF)  |
| Bastos                     | 4 (38 UHF)  |
| Bauru                      | 5 (30 UHF)  |
| Bebedouro                  | 12 (34 UHF) |
| Borborema                  | 4 (30 UHF)  |
| Botucatu                   | 19 (36 UHF) |
| Bragança Paulista          | 2 (24 UHF)  |
| Brotas                     | 19 (36 UHF) |
| Buritizal                  | 4 (30 UHF)  |
| Caconde                    | 4 (30 UHF)  |
| Cafelândia                 | 13 (44 UHF) |
| Cajati                     | 3 (21 UHF)  |
| Campinas                   | 10 (38 UHF) |
| Campos do Jordão           | 8 (24 UHF)  |
| Cananéia                   | 3 (21 UHF)  |
| Capão Bonito               | 3 (30 UHF)  |
| Capivari                   | 10 (38 UHF) |
| Caraguatatuba              | 3 (21 UHF)  |
| Cardoso                    | 4 (30 UHF)  |
| Cássia dos Coqueiros       | 4 (30 UHF)  |
| Catanduva                  | 43 (30 UHF) |
| Cerqueira César            | 3 (30 UHF)  |
| Clementina                 | 4 (30 UHF)  |
| Descalvado                 | 4 (30 UHF)  |
| Dois Córregos              | 19 (36 UHF) |
| Dracena                    | 22 (39 UHF) |
| Duartina                   | 13 (44 UHF) |
| Eldorado                   | 3 (21 UHF)  |
| Espírito Santo do Pinhal   | 10 (38 UHF) |
| Estrela d'Oeste            | 4 (30 UHF)  |
| Fernandópolis              | 4 (30 UHF)  |
| Garça                      | 13 (44 UHF) |
| Guaíra                     | 4 (30 UHF)  |
| Guapiara                   | 3 (30 UHF)  |
| Guaratinguetá              | 27 (50 UHF) |
| Guariba                    | 30 UHF      |
| General Salgado            | 4 (30 UHF)  |
| Iacanga                    | 5 (30 UHF)  |
| Ibitinga                   | 4 (30 UHF)  |
| Icém                       | 4 (30 UHF)  |
| Igarapava                  | 4 (30 UHF)  |
| Iguape                     | 3 (21 UHF)  |
| Iepê                       | 22 (39 UHF) |
| Ilha Solteira              | 5 (38 UHF)  |
| Iperó                      | 14 (36 UHF) |
| Iporanga                   | 3 (21 UHF)  |
| Itaberá                    | 3 (30 UHF)  |
| Itaí                       | 3 (30 UHF)  |
| Itajobi                    | 4 (30 UHF)  |
| Itanhaém                   | 44 (43 UHF) |
| Itapetininga               | 20 (42 UHF) |
| Itapeva                    | 3 (30 UHF)  |
| Itapira                    | 10 (38 UHF) |
| Itápolis                   | 4 (30 UHF)  |
| Itaporanga                 | 3 (30 UHF)  |
| Itararé                    | 3 (30 UHF)  |
| Itariri                    | 3 (21 UHF)  |
| Itatiba                    | 2 (24 UHF)  |
| Itatinga                   | 4 (44 UHF)  |
| Ituverava                  | 4 (30 UHF)  |
| Jacupiranga                | 3 (21 UHF)  |
| Jales                      | 4 (30 UHF)  |
| Jaú                        | 41 (44 UHF) |
| José Bonifácio             | 4 (30 UHF)  |
| Jundiaí                    | 2 (24 UHF)  |
| Junqueirópolis             | 2 (39 UHF)  |
| Juquiá                     | 3 (21 UHF)  |
| Juquitiba                  | 3 (21 UHF)  |
| Lagoinha                   | 27 (50 UHF) |
| Laranjal Paulista          | 20 (42 UHF) |
| Leme                       | 34 (30 UHF) |
| Lençóis Paulista           | 19 (36 UHF) |
| Lindoia                    | 4 (38 UHF)  |
| Lins                       | 13 (44 UHF) |
| Marília                    | 13 (44 UHF) |
| Miracatu                   | 3 (21 UHF)  |
| Mirandópolis               | 5 (38 UHF)  |
| Mococa                     | 4 (30 UHF)  |
| Mogi Guaçu                 | 10 (38 UHF) |
| Mongaguá                   | 44 (43 UHF) |
| Monte Alegre do Sul        | 10 (38 UHF) |
| Monte Alto                 | 4 (30 UHF)  |
| Monte Aprazível            | 4 (30 UHF)  |
| Monteiro Lobato            | 27 (50 UHF) |
| Morungaba                  | 10 (38 UHF) |
| Nova Europa                | 4 (30 UHF)  |
| Nhandeara                  | 4 (30 UHF)  |
| Novo Horizonte             | 4 (30 UHF)  |
| Olímpia                    | 4 (30 UHF)  |
| Orindiúva                  | 4 (30 UHF)  |
| Osvaldo Cruz               | 4 (38 UHF)  |
| Ourinhos                   | 13 (44 UHF) |
| Pacaembu                   | 22 (39 UHF) |
| Palestina                  | 4 (30 UHF)  |
| Paranapanema               | 4 (44 UHF)  |
| Parapuã                    | 4 (38 UHF)  |
| Pariquera-Açu              | 3 (21 UHF)  |
| Patrocínio Paulista        | 4 (30 UHF)  |
| Paulo de Faria             | 4 (30 UHF)  |
| Pederneiras                | 41 (44 UHF) |
| Pedro de Toledo            | 3 (21 UHF)  |
| Penápolis                  | 4 (30 UHF)  |
| Pereira Barreto            | 4 (38 UHF)  |
| Pereiras                   | 20 (42 UHF) |
| Peruíbe                    | 44 (43 UHF) |
| Pilar do Sul               | 20 (42 UHF) |
| Pindorama                  | 4 (30 UHF)  |
| Piracaia                   | 2 (24 UHF)  |
| Piracicaba                 | 19 (36 UHF) |
| Piraju                     | 13 (44 UHF) |
| Pirajuí                    | 13 (41 UHF) |
| Pongaí                     | 5 (30 UHF)  |
| Pontes Gestal              | 4 (30 UHF)  |
| Porangaba                  | 20 (42 UHF) |
| Praia Grande               | 3 (21 UHF)  |
| Presidente Epitácio        | 21 (38 UHF) |
| Presidente Prudente        | 22 (39 UHF) |
| Presidente Venceslau       | 32 (39 UHF) |
| Quatá                      | 4 (38 UHF)  |
| Queluz                     | 38 (50 UHF) |
| Rancharia                  | 22 (39 UHF) |
| Reginópolis                | 5 (30 UHF)  |
| Registro                   | 3 (21 UHF)  |
| Ribeira                    | 3 (30 UHF)  |
| Ribeirão Bonito            | 11 (34 UHF) |
| Ribeirão Branco            | 3 (30 UHF)  |
| Rifaina                    | 4 (30 UHF)  |
| Rinópolis                  | 4 (39 UHF)  |
| Rio Claro                  | 35 (34 UHF) |
| Riolândia                  | 4 (30 UHF)  |
| Riversul                   | 3 (30 UHF)  |
| Rosana                     | 22 (39 UHF) |
| Sandovalina                | 39 (38 UHF) |
| Santa Adélia               | 4 (30 UHF)  |
| Santa Cruz das Palmeiras   | 4 (30 UHF)  |
| Santa Cruz do Rio Pardo    | 13 (44 UHF) |
| Santa Fé do Sul            | 4 (30 UHF)  |
| Santa Rita do Passa Quatro | 4 (30 UHF)  |
| Santos                     | 3 (21 UHF)  |
| São Bento do Sapucaí       | 27 (50 UHF) |
| São Carlos                 | 11 (34 UHF) |
| São João da Boa Vista      | 10 (38 UHF) |
| São Joaquim da Barra       | 4 (30 UHF)  |
| São José do Rio Pardo      | 4 (30 UHF)  |
| São José do Rio Preto      | 4 (30 UHF)  |
| São José dos Campos        | 27 (50 UHF) |
| São Luís do Paraitinga     | 24 (50 UHF) |
| São Manuel                 | 19 (36 UHF) |
| São Miguel Arcanjo         | 20 (42 UHF) |
| São Pedro                  | 19 (36 UHF) |
| São Roque                  | 41 UHF      |
| Serra Negra                | 10 (38 UHF) |
| Sete Barras                | 3 (21 UHF)  |
| Silveiras                  | 27 (50 UHF) |
| Socorro                    | 10 (38 UHF) |
| Tabapuã                    | 4 (30 UHF)  |
| Taguaí                     | 3 (30 UHF)  |
| Tanabi                     | 4 (30 UHF)  |
| Tapiraí                    | 20 (42 UHF) |
| Taquaritinga               | 4 (30 UHF)  |
| Taquarituba                | 3 (30 UHF)  |
| Taubaté                    | 8 (24 UHF)  |
| Teodoro Sampaio            | 22 (39 UHF) |
| Terra Roxa                 | 4 (30 UHF)  |
| Tupã                       | 4 (38 UHF)  |
| Ubatuba                    | 3 (21 UHF)  |
| Valparaíso                 | 4 (30 UHF)  |
| Votuporanga                | 4 (30 UHF)  |

### Sergipe
| Cidade  | Canal      |
| ------- | ---------- |
| Aracaju | 7 (14 UHF) |

## TV por assinatura
| Operadora     | Canal                        |
| ------------- | ---------------------------- |
| Claro TV+     | 26 (DTH) 16 / 516 HD (Fibra) |
| Sky Brasil    | 2 / 402 HD                   |
| Oi TV         | 2                            |
| Vivo TV       | 2 / 251                      |
| TV Alphaville | 15                           |
| Maxx          | 32 (São Luís) 29 (Canoas)    |
| Multiplay     | 7                            |
| Cabo Telecom  | 136 / 807 HD                 |
| CaboNNet      | 2                            |
| BVCi          | 151                          |
| TCM           | 39                           |
| SP2           | 2                            |
| Adatel        | 2                            |
| SGC A Cabo    | 11                           |
| Ver TV        | 15                           |
| Cabovisão     | 13                           |

## Via satélite

### Digital
Nos receptores do sistema SAT HD Regional atuais, o número do canal é padronizado; enquanto no satélite Sky Brasil-1, os usuários de antena parabólica digital só podem assistir usando um receptor compatível com o sistema Nova Parabólica, que requer um cartão de decodificação.

#### Star One D2
- Posição: 70º Oeste

| Frequência | Taxa de símbolos | Polarização | FEC | PID Vídeo | PID Áudio | PCR | Canal virtual | Período de operação | Referências          |
| ---------- | ---------------- | ----------- | --- | --------- | --------- | --- | ------------- | ------------------- | -------------------- |
| Banda C    |                  |             |     |           |           |     |               |                     |                      |
| 3830 MHz   | 13333 Ksps       | Horizontal  | 5/6 | 410       | 420       | 410 | N/A           | Desde 2022          | [ 12 ] [ 13 ]        |
| 3830 MHz   | 13333 Ksps       | Horizontal  | 5/6 | 610       | 620       | 610 | N/A           | Desde 2022          | [ 12 ] [ 13 ]        |
| Banda Ku   |                  |             |     |           |           |     |               |                     |                      |
| 11740 MHz  | 29900 Ksps       | Horizontal  | 2/3 | 301       | 311/312   | 301 | 2             | Desde 2022          | [ 12 ] [ 14 ] [ 15 ] |

#### Sky Brasil-1
- Posição: 43º Oeste

| Frequência | Taxa de símbolos | Polarização | Canal virtual | Período de operação | Referências         |
| ---------- | ---------------- | ----------- | ------------- | ------------------- | ------------------- |
| Banda Ku   |                  |             |               |                     |                     |
| 11302 MHz  | 30000 Ksps       | Vertical    | 2             | Desde 2024          | [ 11 ] [ 16 ] [ 9 ] |

### Antigas transmissões

#### Analógico
| Satélite    | Posição   | Frequência                  | Filtro BW | Polarização | Período de operação  | Referências   |
| ----------- | --------- | --------------------------- | --------- | ----------- | -------------------- | ------------- |
| Banda C     |           |                             |           |             |                      |               |
| Star One C2 | 70º Oeste | 4130 MHz (1020 MHz Banda L) | 18 MHz    | Vertical    | 1993-2001; 2005-2015 | [ 17 ] [ 18 ] |

#### Digital
| Satélite        | Posição   | Frequência | Taxa de símbolos | Polarização | Período de operação | Referências |
| --------------- | --------- | ---------- | ---------------- | ----------- | ------------------- | ----------- |
| Banda C         |           |            |                  |             |                     |             |
| Brasilsat B1    | 70º Oeste | 4130 MHz   | 12960 Ksps       | Vertical    | 2003-2005           | [ 19 ]      |
| Brasilsat B3/B4 | 84º Oeste | 3710 MHz   | 12960 Ksps       | Vertical    | 2004-2015           | [ 19 ]      |
| Star One C3     | 75º Oeste | 3870 MHz   | 14580 Ksps       | Horizontal  | 2015                | [ 19 ]      |
| Intelsat 11     | 43º Oeste | 4115 MHz   | 19580 Ksps       | Vertical    | 2015-2022           | [ 19 ]      |

## Antigas afiliadas
| Nome                   | Cidade                   | UF | Canal   | Situação/Afiliação atual                                         | Período de afiliação |
| ---------------------- | ------------------------ | -- | ------- | ---------------------------------------------------------------- | -------------------- |
| TV Guará               | São Luís                 | MA | 23 (22) | Hoje Record News Maranhão, afiliada à Record News                | 2021-2025            |
| TV Villa Real          | Rio de Janeiro / Niterói | RJ | 16 (32) | Extinta, mas incorporada à TV Cultura Rio                        | 2024-2025            |
| TVE UEPG               | Ponta Grossa             | PR | 14      | TV Brasil                                                        | 2000-2024            |
| TV Cultura Roraima     | Boa Vista                | RR | 20      | Hoje TV Ativa, afiliada à TV A Crítica                           | 2016-2024            |
| TVE Alagoas            | Maceió                   | AL | 14      | TV Brasil                                                        | 1984-2004; 2017-2024 |
| TV Andradas            | Andradas                 | MG | 36      | TV Brasil                                                        | 2021-2024            |
| TV Xapuri              | Xapuri                   | AC | 7       | Record                                                           | 2022-2023            |
| TV Uni                 | Coronel Fabriciano       | MG | 34      | TV Evangelizar                                                   | ????-2023            |
| TV Altamira            | Altamira                 | PA | 6       | Rede Brasil                                                      | 2013-2022            |
| UPFTV                  | Passo Fundo              | RS | 4       | Extinta                                                          | 2020-2022            |
| TV Artes               | Jaguariúna               | SP | 18      | Hoje TV Conecta, afiliada à TV Brasil                            | 2018-2022            |
| TV Cidade              | Araguaína                | TO | 26      | TV Brasil                                                        | ????-2022            |
| Canal 38               | Apucarana                | PR | 38      | TV Paraná Turismo e TV Brasil                                    | ????-2022            |
| TV Top Cultura         | Ouro Preto               | MG | 15      | Extinta                                                          | 1995-2022            |
| TV Diversa             | Barroso                  | MG | 46      | Rede Minas e TV Brasil                                           | 2017-2021            |
| TV Alvorada            | Colorado                 | PR | 33      | TV Brasil                                                        | ????-2021            |
| TV Maranhense          | São Luís                 | MA | 17      | Rede Brasil                                                      | 2019-2021            |
| TV Paraná Turismo      | Curitiba                 | PR | 36      | Hoje emissora independente                                       | 1993-2021            |
| TVE RS                 | Porto Alegre             | RS | 7       | TV Brasil                                                        | 1991-2011; 2015-2020 |
| TV Lafaiete            | Conselheiro Lafaiete     | MG | 38      | Rede Minas                                                       | 2016-2020            |
| TV Caiuá               | Umuarama                 | PR | 32      | Hoje RedeTV! Mais, afiliada à RedeTV!                            | 2010-2020            |
| TV SIM Linhares        | Linhares                 | ES | 16      | TV Brasil                                                        | 2016-2020            |
| TV SIM São Mateus      | São Mateus               | ES | 12      | TV Brasil                                                        | 2016-2020            |
| TV SIM Colatina        | Colatina                 | ES | 7       | TV Brasil                                                        | 2016-2020            |
| TV Centro Minas        | Pedro Leopoldo           | MG | 59      | RIT                                                              | 2018-2020            |
| TV Cultura do Amazonas | Manaus                   | AM | 2       | Hoje TV Encontro das Águas, afiliada à TV Brasil                 | 1975-2009; 2017-2019 |
| TV Atividade           | Muriaé                   | MG | 7       | Extinta                                                          | 2017-2019            |
| TV Vale                | Diamantina               | MG | 7       | Rede Minas                                                       | ????-2019            |
| TV Mais                | Sinop                    | MT | 13      | TV Brasil Oeste (Rede Brasil)                                    | ????-2019            |
| TV Universitária       | São Luís                 | MA | 16      | Hoje TV UFMA, afiliada à SescTV                                  | 2016-2019            |
| TV Jequié              | Jequié                   | BA | 39      | Extinta                                                          | 2016-2018            |
| TVE Juiz de Fora       | Juiz de Fora             | MG | 12      | Hoje ISTV Juiz de Fora, afiliada à ISTV                          | 2016-2018            |
| TV UEL                 | Londrina                 | PR | 33      | Extinta                                                          | ????-2018            |
| TV América             | Assis Chateaubriand      | PR | 9       | Extinta                                                          | ????-2018            |
| TV Aldeia              | Rio Branco               | AC | 2       | Fora do ar                                                       | 2014-2018            |
| TV Graciosa            | Palmas                   | TO | 38      | Extinta                                                          | 2017-2018            |
| Vibe TV                | Vila Velha               | ES | 31      | Hoje UVV TV, emissora independente                               | 2015-2017            |
| TV O Povo              | Fortaleza                | CE | 47      | Hoje Canal FDR, afiliado ao Canal Futura                         | 2007-2017            |
| TV Betim               | Betim                    | MG | 53      | Extinta                                                          | 2004-2017            |
| TV Farol               | Maceió                   | AL | 16      | TV Feliz                                                         | 2014; 2015-2016      |
| TV Brasil Oeste        | Cuiabá                   | MT | 8       | Rede Brasil                                                      | 2015                 |
| TV Madeira-Mamoré      | Porto Velho              | RO | 2       | Extinta                                                          | ????-2015            |
| TV Brasil Esperança    | Joinville                | SC | 11      | TV Brasil                                                        | 1996-2013            |
| TV Cultura do Vale     | Montenegro               | RS | 53      | Extinta                                                          | 2000-2012            |
| Rede Paulista          | Jundiaí                  | SP | 14      | TV Brasil                                                        | 2005-2012            |
| TV Claret              | Rio Claro                | SP | 19      | TV Brasil e Rede Século 21                                       | 2007-2012            |
| TV UniSantos           | Santos                   | SP | 40      | TV Brasil                                                        | 2007-2012            |
| ARTV                   | Araranguá                | SC | 5       | Hoje TV Sul Catarinense, afiliada à TV Brasil                    | 2002-2011            |
| TV Horizonte           | Belo Horizonte           | MG | 19      | Hoje emissora independente                                       | 2010-2011            |
| TV Maravilha           | Maravilha                | SC | 15      | Extinta                                                          | 2009-2010            |
| TV Eldorado            | Santa Inês               | MA | 10      | Hoje Rede Mais Família, emissora independente                    | 2007-2010            |
| ETV Sete Lagoas        | Sete Lagoas              | MG | 58      | Hoje ETV Centro Minas, afiliada à Rede 98                        | 1992-2010            |
| TV Vitória             | Vitória de Santo Antão   | PE | 58      | TV Evangelizar                                                   | 2003-2010            |
| TV Taiamã              | Cáceres                  | MT | 3       | Extinta                                                          | 1997-2009            |
| TV Universitária       | Natal                    | RN | 5       | TV Brasil                                                        | 1995-2009            |
| TVE Bahia              | Salvador                 | BA | 2       | TV Brasil e Canal Futura                                         | 1993-2009            |
| TV Cultura do Sertão   | Conceição do Coité       | BA | 8       | Extinta                                                          | 1994-2009            |
| TV UESB                | Vitória da Conquista     | BA | 4       | TVE Bahia (TV Brasil e Canal Futura)                             | 2002-2009            |
| TV Cultura SC          | Florianópolis            | SC | 2       | Extinta                                                          | 1995-2009            |
| TV Camaçari            | Camaçari                 | BA | 13      | Extinta                                                          | 1993-2009            |
| TV Universitária       | Recife                   | PE | 11      | TV Brasil                                                        | 2006-2009            |
| TV Viana               | Assis Chateaubriand      | PR | 33      | Extinta                                                          | 2008                 |
| TV Nacional            | Brasília                 | DF | 2       | Hoje TV Brasil Capital, emissora própria da TV Brasil            | 1969-1973; 1985-2007 |
| TV Thathi              | Ribeirão Preto           | SP | 33      | Hoje TH+ TV, emissora independente                               | 2006-2007            |
| TV Valente             | Valente                  | BA | 7       | Extinta                                                          | 2003-2007            |
| TV Princesa            | Varginha                 | MG | 7       | Rede Minas                                                       | 2002-2007            |
| TV Setorial            | Pindamonhangaba          | SP | 15      | TV Novo Tempo                                                    | 1996-2005            |
| TV Antares             | Teresina                 | PI | 2       | TV Brasil                                                        | 1993-2004            |
| TV Apoio               | Brasília                 | DF | 43      | Hoje TV Canção Nova Brasília, emissora própria da TV Canção Nova | 2000-2003            |
| RBC                    | Brasília                 | DF | 56      | Hoje TV União Brasília, emissora própria da Rede União           | 1997-2001            |
| TV Macuxi              | Boa Vista                | RR | 2       | Hoje TV Universitária, afiliada à TV Brasil                      | 1990-1995            |
| TV Mossoró             | Mossoró                  | RN | 7       | Hoje emissora independente                                       | 2012-2017            |
| TV Sinal               | Aracati                  | CE | 7       | TV Brasil                                                        | 2006-????            |
| TV Criciúma            | Criciúma                 | SC | 19      | Extinta                                                          | 2000-????            |
| TV Irecê               | Irecê                    | BA | 8       | Extinta                                                          | Desconhecido         |
| TV Antares             | Arapongas                | PR | 22      | Hoje emissora independente                                       | Desconhecido         |
| TV Capital             | Porto Velho              | RO | 38      | Rede Brasil                                                      | Desconhecido         |
| TV Tupi Paulista       | Tupi Paulista            | SP | 50      | TV Brasil                                                        | Desconhecido         |
| Rede Bela Aliança      | Rio do Sul               | SC | 7       | TV Brasil                                                        | Desconhecido         |
| TV do Povo             | Ariquemes                | RO | 35      | Rede Meio                                                        | Desconhecido         |